# Hilarion-Noël de Villenfagne d'Ingihoul
Hilarion-Noël de Villenfagne d’Ingihoul, né à Hordenne-lez-Dinant le 14 juin 1753 et décédé à Liège le 23 janvier 1826, est un baron, chanoine, homme politique, historien et bibliophile belge. 
Il a été bourgmestre de Liège en 1791.

## Biographie
Fils du chambellan du prince de Liège Jean-Ignace de Villenfagne de Vogelsanck (nl) et de M.-L.-B.-J. de Libert de Flémalle, il est un descendant du jurisconsulte Mathias-Guillaume de Louvrex.
Après ses études dans sa ville natale, il suit une formation à Reims jusqu’en 1776 ; il reçoit ainsi une éducation plus soignée et plus littéraire que celle des nobles de son temps. Devenu chanoine à Tongres, puis coadjuteur à la collégiale Saint-Denis de Liège, sa prébende lui permet de se livrer à d’autres activités, notamment littéraires et de recherche.  Il devient bourgmestre de Liège en 1791 comme deux de ses frères vont l’être ensuite : Léopold Albert Ignace en 1788 et Jean-Dieudonné-Philibert en 1793. Il fait partie du conseil privé du prince-évêque César-Constantin-François de Hoensbroeck en 1792 ; député de l'Ordre équestre aux États de la principauté jusqu’à sa mort, il s’intéresse à l’histoire de cet ordre.
L’annexion de la principauté de Liège par la Première République française l’oblige à un exil momentané en raison de ses positions politiques conservatrices ; il emmène à Düsseldorf sa bibliothèque qui est incendiée lors du bombardement de la ville par les Français. À son retour, il s’installe dans son château d'Engihoul (Ingihoul en wallon) avec les trois enfants qu’il a eus de son épouse, morte fort jeune.
Érudit, de Villenfagne a été, dès 1780, un membre fort actif de la Société libre d'émulation de Liège. Son Essai sur la vie de Notger a été primé au concours annuel de cette société en 1784 ; il en va de même pour ses Recherches sur l’histoire de la ci-devant principauté de Liége qui obtient la médaille d’or en 1812.
Après les changements politiques de 1814-1815, il revient sur la scène publique et fait partie de la Députation des États et du collège des curateurs.
Le 28 mai 1816, il devient membre de la deuxième classe de l'Institut royal d'Amsterdam et le 3 juillet il est admis à l'Académie royale de Bruxelles.
Il a été curateur de l'université de Liège.
À son décès, il laisse de très nombreux écrits dont ceux qu’il rédigeait depuis trente ans pour la publication d’une Biographie liégeoise.

## Historien
Comme bourgmestre, il a eu accès aux archives de l’état-Tiers ; comme député de l'Ordre équestre, aux archives de cet ordre. Il dispose donc de bonnes sources, mais verse parfois dans le pamphlet. « Les erreurs de Villenfagne sont nombreuses, ses mérites, immenses. » Il est en effet « le pionnier de l'étude moderne de l'histoire liégeoise. »

## Auteur éclectique
Dans son Histoire de Spa, outre les informations historiques, il traite de sujets divers comme les eaux de Spa, l’opéra wallon Li voegge di Chofontaine de Jean-Noël Hamal dont il fait l’analyse, la biographie d’un poète curé de Flémalle Breuché-de-la-Croix.

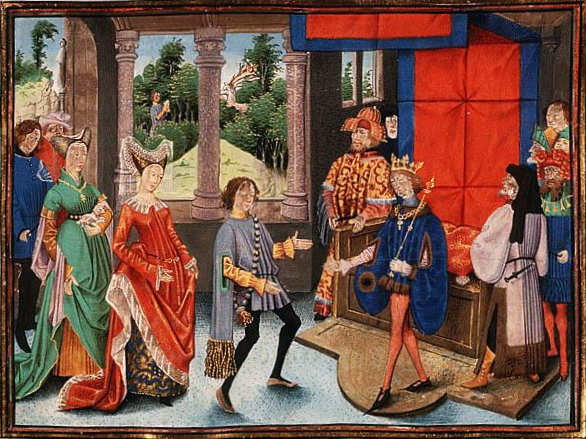
Saint-Hubert de Liège offrant ses services à Pépin de Herstal. Vélin de 1463 ayant appartenu au baron de Villenfagne, actuellement à la Bibliothèque royale des Pays-Bas.

## Bibliophile
Le baron de Villenfagne d’Ingihoul est reconnu par les bibliophiles comme l’un des leurs, sans avoir été pour autant bibliographe.
Il était le seul à posséder un exemplaire de l’Ouverture de cuisine de Lancelot de Casteau à son époque. Parmi les ouvrages de sa collection se trouvaient aussi sept tragédies du hutois Denis Coppée, un in-8° du Micrologus Guidonis Aretini XIe siècle, deux exemplaires du Traicté des conformités du disciple avec son maistre, c’est-à-dire de St. François avec Jésus-Christ du père Valentin Marée (1656).
Au château d'Engihoul (dans l'actuelle entité d'Engis), il avait installé une petite imprimerie pour éditer quelques opuscules dont son Histoire de Spa. L’imprimerie fut fermée par la police napoléonienne.

## Publications
- Œuvres choisies du baron de Walef, Lemarié, Liège, 1779
- Mélanges de littérature et d’histoire, Desoer, Liège, 1788[3]
- Nouvelles recherches historiques sur l’Ordre équestre de la Principauté de Liège, Liège, 1792, réédité en 2006
- Éclaircissement sur Raes de Dammartin, chevalier français, 1793
- Histoire de Spa, Liège, 1803
- Essais critiques sur différens points de l’histoire civile et littéraire de la ci-devant principauté de Liége, Latour, Liège, 1808
- Mélanges historiques et littéraires, Duvivier, Liège, 1810
- Mélanges pour servir à l’histoire civile, politique et littéraire du ci-devant pays de Liége, 1810
- « Notice sur Jean-Noël Paquot » dans le Journal du département de l’Ourthe, 25 avril 1812
- « Recherches sur la découverte du charbon de terre dans la principauté de Liége », 1816, dans les Nouveaux Mémoires de l’Académie de Bruxelles, t. 2
- Recherches sur l’histoire de la ci-devant principauté de Liége, P.J. Collardin, Liège, 1817
- « Notice sur un beau manuscrit de la vie de St. Hubert, qui a appartenu à Philippe-le-Bon, duc de Bourgogne » dans le Courrier de la Meuse, 21 septembre 1825